# Deltan Dallagnol
Deltan Martinazzo Dallagnol (Pato Branco, 15 de janeiro de 1980) é um jurista e político brasileiro, filiado ao Partido Novo (NOVO), sendo atualmente dirigente partidário da legenda. Foi procurador da República de 2003 a 2021 e tornou-se notório por integrar e coordenar a força-tarefa da Operação Lava Jato, que investigou crimes de corrupção na Petrobras e em outras estatais. Foi deputado federal pelo Paraná entre fevereiro e junho de 2023, quando a Mesa Diretora da Câmara dos Deputados confirmou a decisão do Tribunal Superior Eleitoral (TSE) que o condenou à perda do mandato, por fraude à Lei da Ficha Limpa.

## Vida pessoal
Deltan Martinazzo Dallagnol nasceu em 1980 em Pato Branco, no Paraná, filho do procurador de justiça Agenor Dallagnol e de Vilse Dallagnol. É cristão evangélico, sendo membro da igreja Batista.

## Formação acadêmica e carreira profissional
Dallagnol formou-se bacharel em direito pela Universidade Federal do Paraná (UFPR) em 2002 e mestre em direito pela Harvard Law School em 2013.
Ingressou mediante concurso público no Ministério Público Federal como procurador da República em 30 de janeiro 2003, quando entrou amparado por decisão judicial pois não havia completado dois anos de conclusão do curso de Direito. Também havia sido aprovado em 1º lugar no concurso para o cargo de promotor de justiça do Ministério Público do Estado do Paraná e em 2º lugar no concurso para o cargo de juiz de direito do mesmo Estado. Especializou-se em crimes contra o sistema financeiro nacional e lavagem de dinheiro, com atuações em casos grandes como Banestado, e coordenou a força-tarefa da Operação Lava Jato.
Em 3 de novembro de 2021, pediu exoneração do cargo de procurador da República. Tornou-se colunista da Revista Oeste.

## Carreira política
Filiou-se ao Podemos (PODE) e candidatou-se ao cargo de deputado federal pelo Paraná nas eleições do dia 2 de outubro de 2022, sendo eleito como o mais votado do estado, com 344.917 votos.

### Cassação
Exerceu o cargo entre 1º de fevereiro e 6 de junho de 2023. No dia 16 de maio de 2023 teve o registro de sua candidatura cassado por decisão unânime do Tribunal Superior Eleitoral (TSE), com base em uma representação apresentada à corte pela Federação Brasil da Esperança (PT/PCdoB/PV) e pelo Partido da Mobilização Nacional (PMN). A representação afirmou que Dallagnol não poderia ter deixado a carreira de procurador da República enquanto respondia à reclamações disciplinares e sindicâncias no Conselho Nacional do Ministério Público.
O tribunal, acompanhando o voto do relator dos processos, ministro Benedito Gonçalves, entendeu que Dallagnol pediu exoneração de maneira antecipada, enquanto estavam pendentes 15 procedimentos administrativos contra si no Conselho Nacional do Ministério Público, com o intuito de burlar possibilidade de inelegibilidade por eventual condenação em processo administrativo. A defesa citou o jurisprudência no caso do Sérgio Moro em que a inelegibilidade daria-se apenas com existência de PADs, e que não existiam contra si PADs em andamento. Ele foi considerado inelegível com base no artigo 1º, inciso I, letra “q” da Lei da Ficha Limpa.
A decisão gerou debate, com diversos juristas criticando-a por entenderem que a Corte Eleitoral cometeu um "erro" ao "ampliar" as hipóteses de inelegibilidade. O principal argumento levantado é que as normas punitivas, como a Lei da Ficha Limpa, que restringe os direitos políticos, devem ser interpretadas de forma restritiva, uma vez que a elegibilidade é um direito político fundamental. Por outro lado, aqueles que concordaram com a decisão afirmam que a corte seguiu o "espírito da lei", que busca evitar que autoridades contornem as hipóteses de inelegibilidade.
Posteriormente, em 6 de junho, a Mesa Diretora da Câmara dos Deputados confirmou a cassação, por unanimidade.

### Partido Novo
Após a perda do mandato de deputado federal, Dallagnol filiou-se ao Partido Novo, no qual passou a exercer função remunerada, com salário bruto de aproximadamente R$ 41 mil.

## Diárias da Operação Lava Jato
No dia 9 de novembro de 2021, o Tribunal de Contas da União (TCU) tomou a decisão de obrigar procuradores da Operação Lava Jato a devolverem dinheiro de diárias de passagens utilizadas por ex-integrantes da operação. "Esse modelo viabilizou uma indústria de pagamento de diárias e passagens a certos procuradores escolhidos a dedo, o que é absolutamente incompatível com as regras que disciplinam o serviço público brasileiro" diz trecho da decisão, conforme noticiado pela CNN Brasil.
"Já Deltan Dallagnol, que coordenava a força-tarefa de Curitiba, será citado para devolver solidariamente recursos aos cofres públicos por ter supostamente idealizado o modelo de trabalho do grupo de procuradores da operação. Se condenados de forma definitiva, os procuradores e ex-procuradores ficarão inelegíveis — o que pode atrapalhar os planos de Dallagnol e de Janot, que já estariam conversando com o partido Podemos para participar das próximas eleições"
Segundo o Correio Braziliense, "a Corte entendeu que alguns gastos com passagens e diárias são considerados irregulares. A ação pode tornar os procuradores inelegíveis, entre eles, o ex-coordenador da força-tarefa, Deltan Dallagnol, que pretende se aventurar na política".
Em 9 de agosto de 2022, o TCU, por cinco votos a zero, condenou Dallagnol, o ex-procurador-geral da República Rodrigo Janot e o procurador João Vicente Romão a devolverem 2,8 milhões de reais à União pelas diárias gastas durante a Operação Lava-Jato. Tal decisão, no entanto, contrariou a área técnica do próprio TCU, que recomendou o arquivamento. Ambos poderiam recorrer da decisão, e tal julgamento deixou Deltan inelegível, através da Lei da Ficha Limpa. Segundo a Folha de S.Paulo, ao menos quatro dos cinco ministros que votaram pela condenação já foram citados e até mesmo investigados pela operação Lava-Jato antes de serem efetivados integrantes do Tribunal: Antonio Anastasia, Bruno Dantas, Aroldo Cedraz e Augusto Nardes.
Em setembro de 2022, a 6ª vara federal de Curitiba acolheu os pedidos da defesa e suspendeu a ação do TCU. "A decisão mostra o que nós já sabíamos: o processo no TCU é repleto de irregularidades e não tem respaldo na realidade. Basta notar, por exemplo, que eu nunca sequer recebi as diárias em questão e nem tinha poder para autorizar os pagamentos", disse Deltan, em nota à imprensa.
Em 7 de junho de 2023, o STJ decidiu manter a condenação do ex-deputado, que deve ressarcir os valores gastos indevidamente com diárias e passagens áreas quando atuava na força-tarefa da Operação Lava Jato.

## Projeto anticorrupção

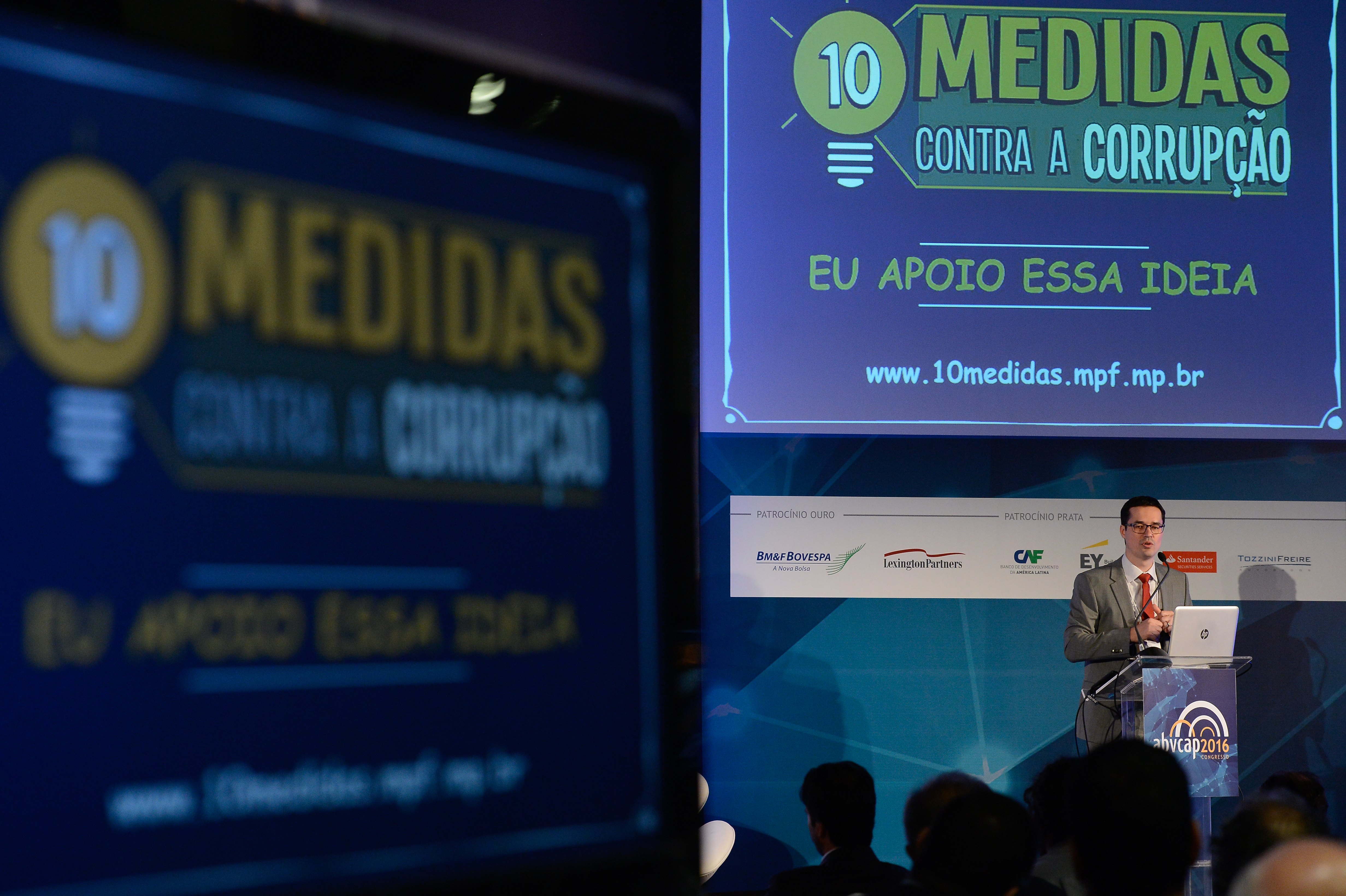
Deltan em um congresso em 2016, defendendo as Dez medidas contra a corrupção.

De acordo com o procurador, a Operação Lava Jato trouxe esperança na luta contra corrupção, mas ele considera difícil punir corruptos no Brasil sendo preciso mudar a legislação para garantir que os criminosos que cometam esse tipo de crime “permaneçam por mais tempo na cadeia e devolvam o dinheiro desviado da saúde, segurança e educação”. Teve um trabalho essencial para em março de 2016 superar 2 milhões de assinaturas do projeto "Dez medidas contra corrupção" apoiado pelo Ministério Público Federal.
Em 2016, posicionou-se contrário a emenda para incluir anistia ao caixa 2 nas 10 medidas contra corrupção. Segundo Dallagnol, a proposta de anistiar o caixa dois, discutida na Câmara dos Deputados, representaria também a anistia à corrupção e à lavagem de dinheiro. A declaração foi feita no dia 28 de novembro de 2016, em debate na Fundação Getúlio Vargas (FGV), na Zona Sul do Rio. "A proposta que se fez de anistia não é uma proposta de anistia a caixa dois. É uma proposta de anistia a crimes relacionados ao caixa dois, redigida de modo tal a permitir anistia – na verdade o que se quer – é garantir anistia da corrupção e lavagem de dinheiro, inclusive praticados na Lava-Jato", disse o procurador. Ele também é contrario ao projeto de lei (PLC 27/2017) que prevê sanções a magistrados e a promotores e procuradores por abuso de autoridade. Ele diz que o "projeto é fruto daquelas 10 medidas contra a corrupção, mas em vez de avançar na luta contra a corrupção, depois de ter sido muito deturpado, se for aprovado vai significar um grande retrocesso.”

## Valores recuperados pela força-tarefa

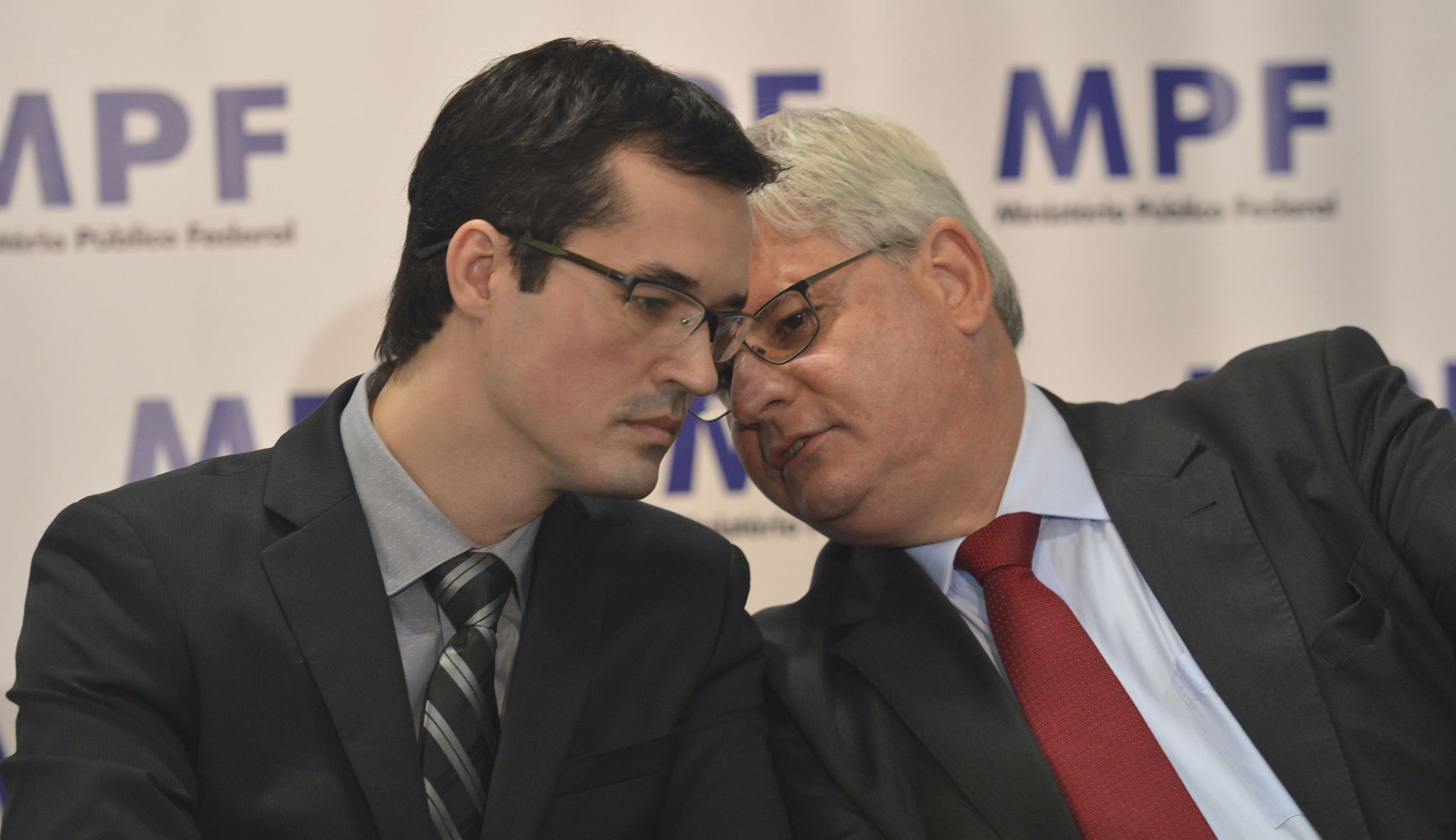
Deltan e o PGR Rodrigo Janot na cerimônia de devolução à Petrobras de valores recuperados pela Lava Jato.

Em novembro de 2015, o procurador Deltan Dallagnol afirmou que a Operação Lava Jato quebrou todos os recordes de devolução de recursos para o país, recuperando 2,4 bilhões de reais. Antes da Lava Jato, "tudo que foi recuperado no país e entrou nos cofres públicos, em todos os outros casos de corrupção juntos, somam menos de R$ 45 milhões", disse o procurador .
Em março de 2016, o Procurador-Geral da República, Rodrigo Janot trouxe os números atualizados e afirmou que a Lava Jato já teria recuperado mais de quatro bilhões de reais.
Em 21 de dezembro de 2016, Deltan Dallagnol divulgou em suas redes sociais mensagem sobre o bilionário acordo de leniência com a Odebrecht (atual Novonor) e a Braskem. Em sua conta no Facebook disse que "é possível um Brasil diferente e a hora é agora". A Odebrecht foi condenada a pagar multa de 3,82 bilhões de reais às autoridades do Brasil, Estados Unidos e Suíça. A empreiteira informou que o valor será pago ao longo de 23 anos e a soma das parcelas será reajustada de acordo com a taxa SELIC. A Braskem pagará 3,1 bilhões de reais em parcelas anuais reajustadas pela variação do IPCA. Dos quase 6,9 bilhões de reais, o Brasil ficará com 2,3 bilhões de reais da Braskem e 3 bilhões de reais da Odebrecht, somando 5,3 bilhões de reais. É o maior ressarcimento da história mundial, nas palavras do próprio procurador.
| “ | Se você acha que o Brasil não tem jeito e veste a camisa do complexo de vira-lata, esta mensagem é para você. É possível um Brasil diferente, e a hora é agora. A Lava Jato está fazendo a sua parte. | ” |

| “ | Não só o maior caso de corrupção internacional no mundo foi descoberto pelas autoridades brasileiras, mas também foi alcançado o maior ressarcimento na história mundial em acordos dessa espécie. | ” |

Dallagnol analisou e entendeu que a criação de uma fundação privada promovida com dinheiro de um acordo entre a Petrobras e o Departamento de Justiça dos Estados Unidos, "era uma solução viável".

## Premiações

### Global Investigations Review
Em 24 de setembro de 2015, foi premiado pelo Global Investigations Review (GIR). O GIR é um portal de notícias consolidado no cenário internacional como um dos principais canais sobre investigações contra a corrupção e instituiu o prêmio para celebrar os investigadores e as práticas de combate à corrupção e compliance que mais impressionaram no último ano. Em seis categorias, foram reconhecidas práticas investigatórias respeitadas e admiradas em todo o mundo. A força-tarefa concorreu com investigações famosas como a do caso de corrupção na Fifa. Os países que disputaram o prêmio com o Brasil foram Estados Unidos, Noruega, Reino Unido e Romênia.

### Prêmio República
Em 10 de maio de 2016, a Operação Lava Jato recebeu prêmio especial, com o título hors concours, na categoria de Combate à Corrupção no IV Prêmio República de Valorização do Ministério Público Federal (MPF). Foram premiadas, no total, onze iniciativas e quatro receberam menção honrosa. A premiação foi realizada no auditório da Associação Médica Brasileira, em Brasília. A cerimônia contou com a presença de autoridades, procuradores da República, jornalistas e instituições de responsabilidade social.

### Boas Práticas de Gestão da Ajufe
Em maio de 2016, a Associação dos Juízes Federais do Brasil (Ajufe) divulgou os nomes dos vencedores do “Prêmio Ajufe: Boas Práticas de Gestão”. O primeiro lugar da categoria Boas práticas para a eficiência da Justiça Federal foi para a prática indicada pelo coordenador das investigações da Operação Lava Jato, o procurador do MPF Deltan Martinazzo Dallagnol.

### Prêmio Anticorrupção
Em 3 de dezembro de 2016, a Operação Lava Jato recebeu o Prêmio Anticorrupção da Transparência Internacional, sendo elogiada a atuação "em assegurar que os corruptos, não importa o quão poderosos sejam, são culpabilizados e a justiça seja feita. Nós estamos contentes de premiar os promotores brasileiros por trás da força-tarefa da Lava Jato com o Prêmio Anticorrupção 2016 pelos seus incansáveis esforços para acabar com a corrupção endêmica no Brasil".

### Premio Innovare
Em 6 de dezembro de 2016, recebeu o maior premio da Justiça brasileira, o Innovare, na categoria Ministério Público, concorrendo com 51 práticas inscritas na categoria.

### Premio da International Association of Prosecutors
Em setembro de 2018, recebeu o Special Achievement Award (Prêmio por Realização Especial) da International Association of Prosecutors, em Johanesburgo. O prêmio é dado a membros do Ministério Público que demonstraram dedicação especial no exercício de suas atividades profissionais.

## Controvérsias

### Power Point de acusação
Em 14 de setembro de 2016, Deltan Dallagnol e parte da equipe da Lava Jato fizeram uma apresentação em Power Point do sumário das acusações contra Lula, colocando-o como "maestro de uma orquestra criminosa" mas sem ofertar denúncia estruturada de chefia da organização criminosa.  O ponto focal da polêmica foi a suposta afirmação "não temos prova, mas temos convicção", que jamais foi dita mas viralizou como se tivesse existido. Um advogado que subscreveu textos e manifestos contra a Lava Jato afirmou que a peça de acusação se baseou em delações premiadas e nas teorias de “probabilismo” e “explanacionismo,” teorias criadas e defendidas pelo próprio procurador para dar sustentação ao conjunto probatório sem provas explícitas que restou ao final das investigações. A apresentação foi usada como motivo para um processo do ex-presidente contra o procurador, que foi rejeitado em 20 de dezembro de 2017 pelo juiz da 5ª Vara Cível de SBC, decisão que foi contestada em recurso pela defesa do ex-presidente. Em 5 de setembro de 2018, o Tribunal de Justiça de São Paulo negou por unanimidade o recurso de Lula.  Em 2021, Dallagnol concluiu que o Power Point foi “Erro de cálculo… Foi um erro de conta nosso sobre o modo que pode ter gerado uma interpretação equivocada...”.
Em 2022, Lula entrou com uma ação pedindo R$ 1 milhão por danos morais, alegando “violação de sua honra” por que na apresentação do Power Point, Deltan agiu de “forma abusiva e ilegal” contra o ex-presidente. O Superior Tribunal de Justiça agendou para março o julgamento da ação, condenando Deltan a indenizar Lula em R$ 75 mil. Também foi adicionando que houve abuso de poder. A votação foi quase unânime. A ministra Isabel Galotti porém argumenta que a ação deveria ter sido feita contra a União, e não contra um indivíduo. A assessoria de Lula comemorou a decisão montando uma imagem que ironiza o Power Point, com sua trajetória até a absolvição apontando para uma foto do ex-presidente ao centro. O advogado do ex-presidente também se pronunciou, alegando que Dallagnol "...violou os direitos da personalidade do recorrente [Lula] ao convocar uma entrevista coletiva em um hotel em Curitiba, fora dos autos, fora da sua atuação profissional, e afirmar categoricamente que o aqui recorrente seria líder de uma organização criminosa".  Dallagnol se pronunciou dizendo que foi vítima de uma reação do sistema por combater a corrupção e que a decisão dos ministros do STF "...gera insegurança jurídica para procuradores, promotores, policiais e juízes que combatem a corrupção no Brasil." Deltan afirma que recebeu em 36 horas R$ 500 mil em doações anônimas pelo Pix para pagar a ação. Deltan também diz que o excedente será doado para hospitais filantrópicos no tratamento de crianças com autismo e com câncer. Lula argumenta que os juízes foram condescendentes com Dallagnol e avalia entrar com um recurso para aumentar a indenização. A quarta turma do Superior Tribunal de Justiça apreciou o recurso do ex-presidente e o acatou, condenando o ex-procurador por danos morais. Deltan e a Associação Nacional dos Procuradores da República recorreram da decisão, mas o colegiado da Corte improcedeu o processo em 9 de agosto de 2022, mantendo assim o valor fixado em R$ 75 mil, sem contar os juros e correções monetárias desde o início do processo.

### Auxílio-moradia
Em 5 de fevereiro de 2018 o jornal Folha de S.Paulo revelou que o procurador recebeu auxílio-moradia mesmo tendo imóvel próprio na cidade em que reside e trabalha.

### Processos no Conselho Nacional do Ministério Público

#### Declarações sobre decisões da Suprema Corte
Em 15 de agosto de 2018, o procurador deu uma entrevista para a Rádio CBN em que afirmou:
Os três mesmos de sempre do Supremo que tiram tudo de Curitiba e mandam tudo para a Justiça Eleitoral e que dão sempre os habeas corpus. Estão sempre formando uma panelinha e que mandam mensagem muito forte de leniência a favor da corrupção.— Deltan Dallagnol
Mesmo que o procurador tenha amenizado a declaração ao afastar dolo dos Ministros do STF o CNMP decidiu em 27 de setembro de 2018, após análise da denúncia apresentada pelo Ministro Dias Toffoli, abrir um processo administrativo disciplinar contra o procurador, que já respondia a outro processo de mesma natureza.

#### Apropriação de multa estatal para fundo privado do MPF/PR
Em 23 de janeiro de 2019, o MPF/PR trouxe a público a assinatura de um contrato negociado com a Petrobras em que esta concordava em ceder aos MPF/PR e MP/PR R$ 2,5 bilhões para a constituição de um fundo privado de direito civil atrelado aos MPs citados, que poderiam indicar dois ocupantes dos cinco cargos destinados aos administradores do fundo. O assunto, polêmico em razão de suas várias omissões e acordos com o DoJ/EUA, voltou à tona quando, no dia 7 de março o acordo entre Petrobrás e MPF foi homologado pela juíza substituta da 13ª Vara Federal de Curitiba, Gabriela Hardt. Em 12 de março de 2019, em face das inúmeras contestações, inclusive da PGR Raquel Dodge e do minisitro do STF Marco Aurélio Mello, o MPF/PR e o MP/PR desistiram de constituir esse fundo.
O recuo não foi suficiente e por isso, em 28 de março de 2019 o corregedor nacional do Ministério Público, Orlando Rochadel, determinou a instauração de reclamação disciplinar contra os procuradores regionais designados para atuar no acordo extrajudicial firmado entre o MP e a Petrobras. Contra a juíza que homologou o fundo, Gabriela Hardt, foi aberta em 22 de março pelo Conselho Nacional de Justiça (CNJ) uma reclamação disciplinar com acusação de "conluio" com procuradores neste caso especifico.

#### Twittes contra Renan Calheiros
Em razão de tuítes com componente político e acusações ao senador Renan Calheiros este oficiou em 19 de março de 2019 uma representação contra o procurador em face de seus twittes que nas palavras do senador “descumpriu seu dever funcional ao promover campanha”, em especial contra o próprio Renan na disputa pela presidência do Senado.

#### Troca de mensagens com o ex-juiz Sergio Moro
Em 10 de junho de 2019, o corregedor nacional do Ministério Público, Orlando Rochadel, instaurou reclamação disciplinar para investigar os fatos divulgados pelo site The Intercept sobre troca de mensagens envolvendo entre o procurador e o ex-juiz Sergio Moro. A instauração foi realizada com base em solicitação dos conselheiros do CNMP Luiz Fernando Bandeira, Gustavo Rocha, Erick Venâncio e Leonardo Accioly. Os diálogos divulgados pelo site The Intercept Brasil resultou, em agosto de 2019, na  desarquivação do processo administrativo disciplinar contra Dallagnol e Roberto Pozzobon.

### Ministro Gilmar Mendes
Desde que se tornou conhecido que Dallagnol incentivou uma investigação clandestina contra o ministro Dias Toffoli e da esposa com o objetivo de encontrar evidências que ligassem a família às empreiteiras investigadas por casos de corrupção na Petrobras, o ministro do Supremo critica a Dallagnol e sua colaboração com Moro, os procuradores da Operação Lava Jato. Gilmar Mendes disse que sobre a condenação do Lula, as ações do promotor  "anularam a condenação".  Disse os métodos de Dallagnol e dos procuradores da força-tarefa pode ser comparado ao "caso clássico do policial que coloca drogas no carro do investigado”.  No julgamento do Agravo Regimental 4435-DF, o Ministro usou termos como “cretinos”, “desqualificada”, “despreparada”, gentalha”, “esse tipo de gente”, para se referir ao procurador e os seus subordinados. Ele disse  procuradores tiveram atitude de juvenis ao querer confrontar o STF.
Dallagnol, em resposta, disse que “À falta de argumentos sólidos, são lançadas à Lava Jato e ao PGR diretivas vagas e acusações vazias”. Ele aponta que Gilmar Mendes e outros juízes eram "leniente em casos de combate à corrupção" e  “Não são críticas que mancham imagem do tribunal, mas posturas como a do Ministro Gilmar Mendes”.
Em dezembro de 2019, o procurador ajuizou demanda indenizatória em face da União requerendo danos morais por conta das ofensas e posterior ação de regresso contra o Ministro.. Além das declarações proferidas no julgamento do AR 4435-DF, outros pronunciamentos do juiz foram objeto da ação, em especial entrevistas concedidas à Rádio Gaúcha e manifestações na sessão de julgamento do Habeas Corpus 166.373. A petição inicial é assinada pelos advogados Pedro Henrique Xavier e Francisco Otávio Xavier e pede indenização no valor de R$ 59 mil. Segundo o Estadão, Dallagnol ainda declarou que “os valores, se recebidos, serão destinados à construção do hospital oncopediátrico ‘Erastinho’, vinculado ao Hospital Erasto Gaertner, em Curitiba.” Em 10 de agosto de 2020, a demanda foi julgada inteiramente procedente pelo juízo da 11ª Vara Federal de Curitiba

### Vazamento de conversas no Telegram
Em junho de 2019, o periódico virtual The Intercept publicou matéria com transcrições de conversas entre o ex-ministro Sergio Moro e Dallagnol no âmbito da Operação Lava-Jato. As conversas demonstram evidências de colaboração ilegal entre Dallagnol e o ex-juiz, Moro.
As transcrições sugerem que o juiz deu acesso privilegiado à acusação, auxiliou o Ministério Público a construir os casos contra os investigados, ordenou modificação nas fases da operação, cobrou agilidade em novas operações, forneceu conselhos estratégicos, antecipou decisões, deu pistas informais e sugestões de recursos ao Ministério Público.
As transcrições demonstram ainda que Dallagnol tinha receio da fragilidade das acusações feitas contra o ex-presidente Lula e que buscou combinar previamente elementos do caso. Há ainda conversas entre membros do ministério público versando sobre formas de inviabilizar uma entrevista do ex-presidente Lula à colunista da Folha de S.Paulo Mônica Bergamo, no âmbito da eleição presidencial de 2018, pelo receio de que a entrevista poderia "eleger o Haddad ou permitir a volta do PT ao poder", o que indica partidarização e politização da conduta da promotoria.  As conversas de em agosto de 2015, revelam as relações de Dallagnol com a Globo:
```
Deltan, jantei na semana passada com o 
José Roberto Marinho
 da Globo e conversei sobre a campanha e novas formas de aprofundarmos a divulgação. Falamos por alto em uma série no 
jornal nacional
 comparando os modelos de combate a corrupção de outros países e mostrando como as 10 medidas aproximaria o Brasil dos sistemas mais eficientes do mundo, mas há abertura para outras ideias. O diretor executivo de jornalismo da Globo está em contato conosco para conversar sobre o assunto. Vou fazer uma conversa inicial e colocá-lo em contato com você tudo bem?
[
110
]
```

Em nota, a força-tarefa da Lava Jato confirmou a existência do vazamento de comunicações entre promotores e juízes e afirmou ser vítima de ação criminosa de um hacker que praticou os mais graves ataques à atividade do Ministério Público.

## Publicações

### Artigos
- Justiça sem privilégios, O Globo[112]
- Lava Jato não usa prisões para obter colaboração de réus, UOL, 17 de novembro de 2015[113]
- Pelo MP: As provas da Suíça, JOTA, 16 de novembro de 2015
- Brasil é o paraíso da impunidade para réus do colarinho branco, UOL, 1 de outubro de 2015[114]
- A Lava Jato e o propinoduto de 2003, Folha de S.Paulo, 25 de agosto de 2015[115]
- As luzes da delação premiada, Época, 4 de julho de 2015[116]

### Livros
- As lógicas das provas no processo – Prova direta, indícios e presunções. Livraria do advogado editora, 2015, ISBN 9788573489750
- Controle Externo da Atividade Policial Pelo Ministério Público, 2013, ISBN 9788577617470
- Correção Monetária e Juros no Mútuo Bancário, 2002, ISBN 9788536202921
- A Luta Contra A Corrupção – A Lava Jato e o Futuro de Um País Marcado Pela Impunidade, 2017, ISBN 9788568377109

## Desempenho eleitoral
| Ano  | Eleição                      | Partido | Candidata a      | Votos   | %     | Resultado | Ref     |
| ---- | ---------------------------- | ------- | ---------------- | ------- | ----- | --------- | ------- |
| 2022 | Eleições estaduais no Paraná | PODE    | Deputado federal | 344.917 | 5,63% | Eleito    | [ 117 ] |